# Searsia pygmaea
Searsia pygmaea är en sumakväxtart som först beskrevs av Moffett, och fick sitt nu gällande namn av Moffett. Searsia pygmaea ingår i släktet Searsia och familjen sumakväxter. Inga underarter finns listade i Catalogue of Life.